# Kirchheim (Basse-Franconie)
Pour les articles homonymes, voir Kirchheim.
Kirchheim est une commune de Bavière (Allemagne), située dans l'arrondissement de Wurtzbourg, dans le district de Basse-Franconie.